# Giuseppe Ghiberti
Giuseppe Ghiberti (Murello, 16 settembre 1934 – Torino, 2 settembre 2023) è stato un presbitero, teologo e biblista italiano.
Ordinato presbitero per l'Arcidiocesi di Torino nel 1957, ha studiato prima nel Seminario Arcivescovile di Rivoli poi presso la Pontificia Università Gregoriana ed il Pontificio Istituto Biblico (1957-1961) completando i suoi studi presso la Facoltà Teologica di Monaco di Baviera.
Membro e poi presidente dell'Associazione Biblica Italiana assunse in tempi diversi la direzione delle riviste "Parole di vita", "Rivista Biblica" e "Archivio Teologico Torinese".
Dal 1996 al 2007 è stato membro della Pontificia Commissione Biblica. È presidente onorario della Commissione diocesana per la Sindone, Assistente ecclesiastico del Centro internazionale di Studi sulla Sindone ed uno dei massimi esperti mondiali del telo di Torino.

## Opere (elenco parziale)
- Giuseppe Ghiberti,Opera giovannea, Elledici, 2003
- Giuseppe Ghiberti,La risurrezione di Gesù, Paideia, 1982
- Giuseppe Ghiberti,Paolo di Tarso a 2000 anni dalla nascita, Effatà, 2009
- Giuseppe Ghiberti,Davanti alla Sindone, San Paolo, 2010
- Giuseppe Ghiberti,Madre Maria degli Angeli. Giuseppina Operti. Carmelitana Fondatrice Serva di Dio,Elledici, 2013
- Giuseppe Ghiberti,L'interpretazione della Bibbia nella Chiesa, Elledici, 1998
- Giuseppe Ghiberti,Sindone, vangeli e vita cristiana, Elledici, 1997
- Carlo Maria Martini, Giuseppe Ghiberti, Mauro Pesce, Cento anni di cammino biblico, Vita e Pensiero, 1995
- Giuseppe Ghiberti,La sepoltura di Gesù: i Vangeli e la Sindone, Marietti, 1982
- Giuseppe Ghiberti,Dio è amore: lettere di Giovanni, Edizioni Paoline, 1980
- Giuseppe Ghiberti,I racconti pasquali del capitolo 20 di Giovanni,Paideia Editrice, 1972